# Marieke Meelberghs
Marieke Meelberghs (2 februari 1987) is een Vlaamse actrice.
Ze werd vooral bekend bij het grote publiek door haar rol als Mellanie in de Vlaamse televisieserie Galaxy Park. Ze werd ook Miss Limburg 2011 en was zo een van de zestien finalisten van Miss België 2011.
Sinds 2018 is ze politiek actief voor de lokale partij VOLUIT. In 2021 volgde ze Hilaire Poels op als fractievoorzitter in de gemeenteraad van Beringen.

## Televisie
- 2011-2014: Galaxy Park - Mellanie (hoofdrol)
- 2012: De Kotmadam - Rune (gastrol)
- 2023: Familie - Tessa (gastrol)